# Friedl Czepa
Friedl Czepa, née Friederike Pfaffeneder le 3 septembre 1898 à Amstetten morte le 22 juin 1973 à Vienne, est une actrice autrichienne.

## Biographie
Friederike Pfaffender fut élève dans une école secondaire de commerce et devint employée de banque, puis jardinière d'enfants et enfin assistante d'un radiologue. Parallèlement, elle prend des cours de danse au conservatoire de Vienne et des cours de théâtre auprès d'Aurel Nowottny. Friedl Czepa obtient un engagement au Theater in der Josefstadt, en 1931. Elle est capable de jouer toute sorte d'emplois, mais surtout des femmes élégantes et se fait connaître sur les scènes de Hambourg ou de Francfort-sur-le-Main.
Friedl Czepa tourne dans son premier film en 1934 et joue très vite les premiers rôles. Elle est favorable à l'Anschluss et de 1940 à 1945 est directrice du Stadttheater de Vienne, tout en poursuivant sa carrière cinématographique.
Elle est interdite de scène pendant quelque temps après la seconde guerre mondiale, mais retrouve rapidement le succès sur les scènes de Munich, Berlin ou Vienne. Elle retrouve les écrans en 1951 et surtout en 1958, mais cette fois-ci à la télévision autrichienne avec le feuilleton télévisé extrêmement populaire Familie Leitner, où elle interprète le rôle de la mère pendant une décennie.
Friedl Czepa était mariée en premières noces avec le docteur Alois Czepa (radio-oncologue), puis en secondes noces avec l'acteur Rolf Wanka.
Elle est enterrée au cimetière de Stammersdorf, près de Vienne.

## Filmographie
- 1934 Alles für die Firma
- 1935 Episode
- 1935 Die Leuchter des Kaisers
- 1936 Konfetti
- 1936 Opernring/Im Sonnenschein
- 1936: Blumen aus Nizza d'Augusto Genina
- 1936 Millionenerbschaft
- 1937 Millionäre/Ich möcht' so gern mit Dir allein sein
- 1938 Adresse unbekannt
- 1939 Unsterblicher Walzer
- 1940 La Lune de miel de Beate (Beates Flitterwoche)
- 1940 Das leichte Mädchen
- 1941 Anuschka
- 1944 Die goldene Fessel
- 1951 Wiener Walzer
- 1952 Knall und Fall als Hochstapler
- 1953 Wirbel um Irene/Irene im Nöten
- 1956 Liebe, Schnee und Sonnenschein
- 1957 Husarenmanöver/Ihr Korporal
- 1958 Der Priester und das Mädchen
- 1959 Klein Mann zum Heiraten
- 1959 Gitarren klingen leise durch die Nacht
- 1961 Das Dorf ohne Moral
- 1961 Auf den Straßen einer Nacht
- 1962 Der Unschuldige